# 苗大卫
苗大衛（英語：David Miller，1958年12月26日—），又譯作苗大偉，是加拿大多倫多的第63任市長。他於2003年首度當選，再於2006年連任，2010年任期完結後不再尋求連任。他是加拿大著名的左派社會運動參與者，過去也曾是加拿大新民主黨黨員。

## 早期生活
苗大衛出生於美國加州舊金山，父親於1960年因癌症去世後便跟隨英國籍的母親遷居劍橋郡，兩人再於1967年移居到加拿大。苗大衛其後到美國哈佛大學經濟系修讀，1981年以最優等榮譽畢業，後再到多倫多大學法律系修讀，1984年畢業後加入多倫多一家律師樓，主要處理勞工法、移民法和股東權益等範疇。他於1985年加入加拿大新民主黨。

## 市議員生涯
他於1991年首度參與大多倫多市市議員選舉，並以改善市内公共交通系統作其主要政綱，但沒有當選。他再於1993年聯邦大選中代表新民主黨角逐柏杜—海柏公園選區國會下議院議席，但同告落選。

### 大多市議員
苗大衛於1994年第二度參與大多市市議員選舉，並成功壓倒前國會議員韋特和後來成為聯邦内閣部長的甘禮明當選海柏公園選區市議員。他之後被委任為大多市的規劃和運輸委員會、反種族主義委員會以及展覽廣場董事局的成員。
時任省長夏理斯領導下的安大略省政府於1997年通過將大多市轄下的六個市鎮（包括當時的多倫多市）合併成新的多倫多市，以精簡架構來提升效率。苗大衛曾在《環球郵報》撰文指夏理斯政府在沒有公眾支持下進行六市合併計劃，並另外提出把六市的地區議會與大多市議會合併的建議，但沒有被廣泛接納。
1996年，苗大衛接替離任安大略省新民主黨黨魁李博角逐安大略省省議會約克南選區議席，但敗於安省自由黨候選人甘乃迪。

### 多倫多市議員

#### 1997年-2000年
苗大衛於1997年市選中當選第19區（即海柏公園選區）兩位市議員之一，順利過渡至六市合併後首屆多倫多市議會。他隨後被委任到多倫多公車局（TTC），並成為TTC主席莫斯高的主要盟友之一，又領導一個12人小組來探討六市合併後市政服務的過渡安排。
苗大衛擔任市議員期間密切關注湖濱公園地帶的狀況。他曾就展覽廣場附近公園地帶售予私人發展商的建議作出批評，又認為應在他的海柏公園選區選區内興建廉租屋而非分契式公寓。他又反對時任市長賴士民提出，把多倫多市的垃圾送往安省北部阿當斯礦場的建議；建議最終被市議會否決。

#### 2000年-2003年
經過選區重組後，苗大衛於2000年市選中當選第13區（即柏杜—海柏公園）市議員。他再度被委任到多倫多公車局（TTC），並曾角逐公車局主席一職，但不敵亞殊頓。
2001年7月，苗大衛提出動議，向聯邦政府爭取將汽油稅的部分款項撥予多倫多市政府作市營公共交通系統的經費，並獲市議會一致支持。
苗大衛與時任市長賴士民在市議會會議中經常針鋒相對，賴士民更於2002年5月一次會議期間向苗大衛大聲嚷道（「你永不能當本市的市長，因為你說的話很愚蠢！」）；苗大衛後來坦言這番話令他產生參選市長的念頭。
苗大衛也大力反對賴士民提出，以2200萬元興建一條橋樑通往多倫多島機場的建議。支持建議的人士指出多倫多島機場和多倫多市現時依賴世上其中一條最短的渡輪航綫相連，興建橋樑將更有利機場的運作，多倫多市亦會獲益。苗大衛則反駁指橋樑會為重振湖濱地區的計劃帶來阻礙，並指該項目將發展商的利益淩駕於公眾之上。苗大衛於2003年參與市長選舉期間，該項目成為競選活動一大議題。

## 市長
苗大衛於2003年1月正式宣佈參與市長選舉，並獲市議員鄒至蕙、彭德龍和亞殊頓等人支持。苗大衛於競選期間承諾會取消通往多倫多島機場的橋樑項目、委任一名市政府道德專員、以及全面推行TTC的乘客增長大綱以鼓勵市長乘搭公共交通。他支持多倫多市警提出增聘32名警員的申請，又反對對手莊德利（John Tory）提出興建垃圾焚化爐的建議而支持將垃圾繼續運往密芝根州作堆填。
競選初期，賀珀勵（Barbara Hall）曾在民調中以大比數領先，南斯雅達（John Nunziata）則排名第二，而苗大衛和莊德利的支持度只得個位數。2003年大部分時間，苗大衛的支持度徘徊在12-13%，但隨著賀珀勵的支持度於同年10月突然下跌，苗大衛的支持度亦隨之上升，在同年10月22日的民調中首次以31%領先。賀珀勵的支持度隨後跌至第三，而競選後期則主要屬苗大衛和莊德利二人之爭：苗大衛的支持主要來自市區居民和進步派人士，而莊德利的支持則主要來自郊區居民和保守派人士。苗大衛最終以43%的得票率壓倒莊德利和賀珀勵，當選多倫多市長。
苗大衛出任市長後便將取消多倫多島機場橋樑項目的議題列入市議會議程。市議會於2003年12月3日就此議題表決，結果為32票支持取消項目，12票反對。
在2006年11月13日，他以57%的得票率壓倒對手曾碧斐（Jane Pitfield）成功連任多倫多市長。2007年3月，他聯同時任TTC主席張本力（Adam Giambrone）公佈「公共交通城」（Transit City）大綱，計劃在市内興建數條路面輕鐵線，務求以較地鐵線低廉的造價來應對市内的交通問題。計劃後來獲省政府注資，而雪柏大道東輕鐵線亦率先於2009年末動工。（下任市長福特上台後曾喊停「公共交通城」計劃，但市議會於2012年復原了計劃的部分路線。）
苗大衛的新民主黨黨籍於2007年屆滿後，他沒有再申續其黨籍，以免與聯邦和省政府打交道時會被對方以為他偏袒新民主黨的立場。

## 離開政壇
2009年9月25日，苗大衛宣佈因家庭理由他不會在2010年市選中再度尋求連任市長。他於2010年卸任市長後重返他過往曾效力的律師樓，又接受紐約大學理工學院一份三年教職，在該校教授有關利用科技解決城市問題的科目，自此在多倫多和布碌崙兩邊走。他又於2011年成為世界銀行的城市議題顧問，並將於2013年9月出任世界自然基金會加拿大分會的主席暨行政總裁。

## 外部連結
- （英文） Mayor David Miller biography （页面存档备份，存于）－多倫多市政府官方網站 苗大衛市長簡介